# Carrefour de l'horloge
Carrefour de l'horloge (v překladu Hodinový klub, někdy též překládáno jako Klub orloje) je francouzské konzervativní uskupení založené v roce 1974. Klub se zaměřuje na hodnoty „liberalismu, nacionalismu a demokracie". Jeho současným prezidentem je Henry de Lesquen.

## Historie
Club de l'Horloge založili Jean-Paul Antoine, Didier Maupas, Bernard Mazin, Henry de Lesquen, Jean-Yves Le Gallou a člen GRECE Yvan Blot. Klub později rozštěpily vnitřní názorové rozpory, protože jej členové GRECE, především Alain de Benoist, považovali za příliš „liberální", i když Klub samotný vždy zastával silně antirovnostářské postoje. Club de l'Horloge podporuje sjednocení francouzských konzervativních sil do jediného politického hnutí.

## Lysenkova cena
Od roku 1990 uděluje Club de l'Horloge roční „ceny", le prix Lyssenko, tomu, kdo „nejvíce přispěl k vědeckým a historickým dezinterpretacím s využitím ideologických metod a argumentů". Nejvýznamnějším nositelem je v současné době Daniel Cohn-Bendit, vítěz z roku 2002 „za výjimečný přínos ke kampani za zavedení měny euro". Cena je pojmenována po Trofimu Lysenkovi, sovětském biologovi z období Stalinovy vlády, jenž se podílel na profesní a společenské likvidaci řady sovětských vědců.